# Movida viguesa
La movida viguesa fue un periodo de creación cultural, originada en los años 1977-1978, y que se desarrolló en la ciudad española de Vigo (Galicia) durante la primera mitad de los años 1980, y que coincidió en el tiempo con la movida madrileña, configurando lo que se conoce como la edad de oro del pop español.
Fue fundamentalmente un movimiento musical y estético, asociado a la nocturnidad y los bares del Casco Viejo de la ciudad, que supuso una reacción a la música convencional de la época, en un contexto de fuerte crisis económica (con altas tasas de paro y una fuerte reconversión del sector naval) y de cierto escepticismo político generado por el desencanto producido por la transición política de los años 1970, tras la desaparición de la dictadura de Francisco Franco.

## Los inicios
El inicio de la movida viguesa se suele situar en un accidente de coche, la madrugada del 20 de agosto de 1981, en el que el Renault 12 que conducían los miembros de Mari Cruz Soriano y los que afinan su piano es declarado siniestro total, con lo que deciden rebautizar a la banda y es el germen de todo el movimiento musical que ocurrió en los siguientes años en la ciudad.
A la par, un local de Jazz llamado Stachmo, situado en al calle Hernán Cortés, permite a los componentes de Siniestro Total realizar allí sus primeros conciertos. Otros locales de la época, como Anghara, La Kama, Kremlin o Ruralex, también programan conciertos de algunas de las bandas emergentes del momento. y del surgimiento de grupos como Bar, Sociedad Anónima (SA), TrenVigo o Mari Cruz Soriano y los que afinan su piano (con temas como Las tetas de mi novia), grupo luego rebautizado como Siniestro Total. La ciudad vive una fiebre de apariciones (y rápidas disoluciones) de infinidad de grupos de estilos muy variados (punk, pop, techno, reggae, ska, funk), y en todo caso con letras caóticas e irreverentes, influidas por la postmodernidad, con un escaso compromiso social que contrasta con un especial interés por el aspecto formal.
Los lugares de la movida, muchos de ellos en activo actualmente, fueron El Kremlin, El Manco de Lepanto (en la calle del mismo nombre) o El Ruralex (hoy conocido como Radar), entre muchos otros.
Siniestro Total fuero los primeros en dar el salto a nivel nacional, cuando empezaron a sonar en Onda 2 de Radio Nacional de España de la mano de Jesús Ordovás que declaró que le llamaron la atención desde la dirección de la emisora por programa canciones como Las tetas de mi novia o Me pica un huevo. Ficharon por el sello Discos Radiactivos Organizados y empezaron a vender un número considerable de discos. Cuando Germán Copini abandona la banda, forma Golpes Bajos junto a Teo Cardalda, siendo una importante banda también dentro del movimiento. Miguel Costas por su parte, monta Aerolíneas Federales para dar salida a su lado más pop, con un éxito importante también. 
Las otras dos bandas que obtuvieron reconocimiento nacional fueron Os Resentidos (liderados por Antón Reixa) y Semen Up de Alberto Comesaña.

## El momento cumbre y su caída
Cuando el alcalde de Vigo de la época, el socialista Manuel Soto empieza a darse cuenta de la importancia del movimiento, decida darle todo su apoyo, imitando lo que su homólogo Enrique Tierno Galván hacía en la Movida madrileña y contrata varios años seguidos a estas bandas para tocar en las fiestas locales en el parque de Castrelos y promociona la movida viguesa como reclamo turístico, llevando a esta a un gran nivel de popularidad en todo el país.
En septiembre de 1986 hubo un hermanamiento de las dos movidas, la viguesa y la madrileña, llamado Madrid se escribe con V de Vigo, que montó en un tren a los componentes de bandas como Gabinete Caligari, Los Nikis y Alaska y los Pegamoides y tuvo actos durante todo un fin de semana en la ciudad.
Un incidente durante la celebración de ese acto, en el que Fabio McNamara lanzó una botella al aire, cayendo sobre Teresa Lozano Díaz, que acabó en el hospital recibiendo puntos de sutura y los desmadres que hubo en esa celebraciones de músicos y políticos, es el punto en el que muchos señalan como el fin de la movida viguesa y su época gloriosa.
La reunión programada en Madrid para la primavera de 1987 nunca llegó a realizarse.
Periodistas como Emilio Alonso y Diego Lamas Bande preponderan entre los autores vigueses que han explorado esta década dorada de la música española.

## Después de la movida
La movida viguesa ha influido en las décadas posteriores en la ciudad de Vigo, de donde han seguido surgiendo bandas importantes también en los 90 y hasta la actualidad.
Destacan libros como Vigo a 80 revolucions por minuto de Emilio Alonso o 50 años de Rock en Vigo de Diego Lamas Bande.

## Documentales
Hay varios documentales que cuentan todo lo que fue la movida.
A Caixa Negra: La Movida Viguesa de los 80. Madrid se escribe con V de Vigo (Luis Montenegro, Antón Reixa, 2009, TVG)
Cuna de Músicos, (Pablo Vázquez, Denis Carballás, 2019)